# Liste des joueurs du Patro Eisden Maasmechelen
Cette liste reprend 384 joueurs de football qui ont évolué au Patro Eisden Maasmechelen depuis la fondation du club.
Date de mise à jour des joueurs et de leurs statistiques : 12 juillet 2013
- Haut – A
- B
- C
- D
- E
- F
- G
- H
- I
- J
- K
- L
- M
- N
- O
- P
- Q
- R
- S
- T
- U
- V
- W
- X
- Y
- Z

## A
| Joueur                  | Nationalité | Position  | Date de naissance | Période(s) | Matches (dont D1) | Buts | Jaunes | Rouges       |
| ----------------------- | ----------- | --------- | ----------------- | ---------- | ----------------- | ---- | ------ | ------------ |
| Marcel-Raymond Adamczyk | Belgique    | aanvaller | 3/08/1951         | 1967-1969  | 0 (0)             | 0    | 0      | 0            |
| Jos Aerden              | Belgique    | ?         | 12/12/1957        | 1975-1988  | 13 (0)            | 0    | 1      | 0            |
| Mehmet Akyil            | Pays-Bas    | ?         | 15/08/1984        | 2010-2011  | 24 (0)            | 3    | 3      | 1&nolink=oui |
| Jozef Albrechts         | Belgique    | aanvaller | 19/03/1950        | 1967-1977  | 0 (0)             | 10   | 0      | 0            |
| Luc Alen                | Belgique    | ?         | 1/04/1950         | 1968-1969  | 0 (0)             | 0    | 0      | 0            |
| Tadeu Amariz            | Belgique    | ?         | 2/04/1959         | 1987-1992  | 129 (0)           | 30   | 4      | 2            |
| Umut Asan               | Belgique    | ?         | 28/05/1991        | 2011-2012  | 0 (0)             | 0    | 0      | 0            |
| Harshy Satya Asselio    | Belgique    | ?         | 17/07/1988        | 2010-2012  | 48 (0)            | 11   | 2      | 0            |
| Alain Austen            | Belgique    | ?         | 21/10/1962        | 1984-1989  | 81 (0)            | 6    | 5      | 2            |
| Arif Avci               | Belgique    | ?         | 26/09/1993        | 2010-2013  | 9 (0)             | 0    | 0      | 0            |
| Jimmy Avgoustakis       | Belgique    | ?         | 29/01/1974        | 1992-1993  | 0 (0)             | 0    | 0      | 0            |

## B
| Joueur               | Nationalité | Position          | Date de naissance | Période(s) | Matches (dont D1) | Buts | Jaunes | Rouges |
| -------------------- | ----------- | ----------------- | ----------------- | ---------- | ----------------- | ---- | ------ | ------ |
| Fatih Babacan        | Belgique    | ?                 | 12/09/1984        | 2007-2008  | 0 (0)             | 0    | 0      | 0      |
| Servet Bahtivar      | Belgique    | ?                 | 9/01/1975         | 1997-1998  | 8 (0)             | 0    | 0      | 0      |
| Soeris Baidjoe       | Belgique    | ?                 | 9/10/1981         | 2005-2012  | 112 (0)           | 54   | 6      | 1      |
| Kevin Bancken        | Belgique    | ?                 | 20/07/1988        | 2006-2007  | 13 (0)            | 1    | 4      | 0      |
| Roberto Barbosa      | Belgique    | ?                 | 31/03/1960        | 1988-1989  | 17 (0)            | 2    | 3      | 0      |
| Georgios Basiakos    | Belgique    | Milieu de terrain | 18/12/1974        | 1993-1997  | 68 (0)            | 14   | 9      | 0      |
| Marco Battista       | Belgique    | ?                 | 13/09/1988        | 2006-2013  | 146 (0)           | 24   | 25     | 3      |
| Étienne Beckers      | Belgique    | ?                 | 21/01/1957        | 1975-1978  | 0 (0)             | 0    | 0      | 0      |
| Mehmet Bekdemir      | Belgique    | ?                 | 16/04/1985        | 2009-2010  | 0 (0)             | 0    | 0      | 0      |
| Vincenzo Bellantoni  | Belgique    | ?                 | 8/10/1969         | 1988-1989  | 1 (0)             | 0    | 0      | 0      |
| Hassan Bilican       | Belgique    | ?                 | 28/08/1986        | 2011-2012  | 3 (0)             | 0    | 0      | 0      |
| Marc Billen          | Belgique    | ?                 | 27/03/1957        | 1980-1983  | 0 (0)             | 0    | 0      | 0      |
| Mathieu Billen       | Belgique    | ?                 | 16/04/1953        | 1974-1975  | 0 (0)             | 0    | 0      | 0      |
| Claudio Bistrussu    | Belgique    | ?                 | 4/10/1975         | 1993-1996  | 10 (0)            | 1    | 1      | 0      |
| Bjorn Bleux          | Belgique    | ?                 | 10/10/1978        | 2006-2009  | 46 (0)            | 2    | 4      | 1      |
| Jozef Bloemen        | Belgique    | ?                 | ?                 | 1967-1970  | 0 (0)             | 0    | 0      | 0      |
| Martijn Bloemen      | Belgique    | ?                 | 19/08/1993        | 2012-2013  | 0 (0)             | 0    | 0      | 0      |
| Ronald Bodson        | Belgique    | ?                 | ?                 | 1980-1981  | 0 (0)             | 0    | 0      | 0      |
| Rudi Boes            | Belgique    | ?                 | 26/02/1967        | 1989-1990  | 29 (0)            | 9    | 2      | 1      |
| André Boessen        | Belgique    | ?                 | 31/10/1971        | 1993-1994  | 0 (0)             | 0    | 0      | 0      |
| Ronny Bollen         | Belgique    | ?                 | 7/03/1969         | 1986-1989  | 8 (0)             | 0    | 0      | 0      |
| Fofo Bolonga Lobanga | Belgique    | ?                 | 5/05/1985         | 2009-2010  | 3 (0)             | 0    | 0      | 0      |
| Marco Bono           | Belgique    | ?                 | 15/02/1987        | 2007-2008  | 0 (0)             | 0    | 0      | 0      |
| Jacky Boonen         | Belgique    | Milieu de terrain | 9/04/1968         | 1986-1988  | 23 (0)            | 0    | 0      | 0      |
| Patrick Booten       | Belgique    | ?                 | 2/08/1959         | 1982-1985  | 5 (0)             | 0    | 0      | 0      |
| Vital Borkelmans     | Belgique    | Défenseur         | 1/06/1963         | 1982-1986  | 58 (0)            | 8    | 5      | 0      |
| Albert Bosmans       | Belgique    | ?                 | ?                 | 1969-1970  | 0 (0)             | 0    | 0      | 0      |
| Johan Bosmans        | Belgique    | ?                 | 27/12/1966        | 1985-1986  | 0 (0)             | 0    | 0      | 0      |
| Samir Bouhriss       | Belgique    | ?                 | 14/12/1986        | 2010-2013  | 53 (0)            | 4    | 8      | 1      |
| Yaha Boumedienne     | Belgique    | ?                 | 23/05/1990        | 2012-2013  | 0 (0)             | 0    | 0      | 0      |
| Ruben Braeken        | Belgique    | ?                 | 27/02/1983        | 2010-2012  | 58 (0)            | 6    | 9      | 2      |
| Willem Brasse        | Belgique    | ?                 | 11/06/1951        | 1974-1978  | 0 (0)             | 0    | 0      | 0      |
| Peter Brebels        | Belgique    | ?                 | 14/03/1964        | 1986-1996  | 274 (0)           | 52   | 42     | 1      |
| Gerd Breuls          | Belgique    | ?                 | 26/08/1968        | 1988-1989  | 0 (0)             | 0    | 0      | 0      |
| Vittorio Brina       | Belgique    | ?                 | 21/02/1971        | 1986-1987  | 0 (0)             | 0    | 0      | 0      |
| Rikkie Broeckx       | Belgique    | ?                 | 3/06/1962         | 1983-1985  | 8 (0)             | 1    | 1      | 0      |
| Luc Brouns           | Belgique    | ?                 | 21/11/1955        | 1976-1977  | 0 (0)             | 0    | 0      | 0      |
| Kris Broux           | Belgique    | ?                 | 5/03/1976         | 1994-1995  | 0 (0)             | 0    | 0      | 0      |
| Willy Bruyninckx     | Belgique    | ?                 | ?                 | 1971-1976  | 0 (0)             | 0    | 0      | 0      |
| Silvano Bulferi      | Belgique    | ?                 | 15/06/1968        | 1992-1993  | 0 (0)             | 0    | 0      | 0      |
| Jaak Bussels         | Belgique    | ?                 | 14/07/1958        | 1980-1989  | 123 (0)           | 3    | 5      | 0      |

## C
| Joueur             | Nationalité       | Position          | Date de naissance | Période(s)           | Matches (dont D1) | Buts | Jaunes | Rouges |
| ------------------ | ----------------- | ----------------- | ----------------- | -------------------- | ----------------- | ---- | ------ | ------ |
| Frank Cabergs      | Belgique          | ?                 | 20/06/1967        | 1987-1988            | 8 (0)             | 1    | 0      | 0      |
| Dario Cagnazzo     | Belgique          | ?                 | 18/05/1983        | 2005-2010            | 135 (0)           | 2    | 20     | 3      |
| Franco Cagnazzo    | Belgique          | ?                 | 20/09/1954        | 1979-1980            | 0 (0)             | 0    | 0      | 0      |
| Koen Caluwé        | Belgique          | ?                 | 23/04/1975        | 2004-2005            | 24 (0)            | 0    | 6      | 0      |
| Marco Caramel      | Belgique          | ?                 | 6/09/1982         | 2005-2012            | 163 (0)           | 14   | 32     | 5      |
| David Caretta      | Belgique          | ?                 | 14/08/1968        | 1986-1990            | 22 (0)            | 4    | 0      | 0      |
| Mario Cariati      | Belgique          | ?                 | 16/07/1974        | 1992-1994            | 0 (0)             | 0    | 0      | 0      |
| Camille Castermans | Belgique          | ?                 | 1/02/1950         | 1969-1978            | 0 (0)             | 0    | 0      | 0      |
| Emrah Cebeci       | Belgique          | ?                 | 14/04/1989        | 2009-2010            | 27 (0)            | 8    | 5      | 0      |
| Pavel Charvat      | Modèle:Turkotatar | ?                 | 25/10/1970        | 1997-1998            | 23 (0)            | 2    | 2      | 0      |
| Isam Chergaoui     | Belgique          | ?                 | 10/02/1989        | 2008-2010            | 4 (0)             | 0    | 1      | 0      |
| Charles Chiemezie  | Belgique          | ?                 | 14/08/1979        | 2005-2006            | 17 (0)            | 4    | 1      | 2      |
| Giuseppe Chini     | Belgique          | ?                 | 3/01/1949         | 1968-1978            | 0 (0)             | 0    | 0      | 0      |
| Nicky Ciarlo       | Belgique          | ?                 | 15/03/1987        | 2005-2006            | 4 (0)             | 0    | 0      | 0      |
| Nello Cinti        | Belgique          | ?                 | 10/02/1973        | 1992-1994            | 3 (0)             | 0    | 0      | 0      |
| Tony Cinti         | Belgique          | ?                 | 15/11/1994        | 2012-2013            | 0 (0)             | 0    | 0      | 0      |
| Nico Claesen       | Belgique          | Attaquant         | 1/10/1962         | 1977-1978            | 0 (0)             | 0    | 0      | 0      |
| Laurent Clerbois   | Belgique          | ?                 | 30/10/1992        | 2012-2013            | 0 (0)             | 0    | 0      | 0      |
| Lei Clijsters      | Belgique          | Défenseur         | 6/11/1956         | 1975-1977            | 0 (0)             | 0    | 0      | 0      |
| Sem Clijsters      | Belgique          | ?                 | 14/03/1989        | 2005-2007            | 3 (0)             | 0    | 0      | 0      |
| Aimé Coenen        | Belgique          | ?                 | 23/11/1957        | 1987-1989            | 29 (0)            | 0    | 0      | 0      |
| Jared Colla        | Belgique          | ?                 | 7/04/1986         | 2005-2006            | 7 (0)             | 0    | 0      | 0      |
| Martin Conings     | Belgique          | ?                 | 14/06/1930        | 1955-1961            | 23 (23)           | 5    | 0      | 0      |
| Johan Corvers      | Belgique          | ?                 | 5/05/1970         | 1990-1993            | 33 (0)            | 1    | 1      | 1      |
| Sotiros Costoulas  | Grèce             | Défenseur         | 23/11/1974        | 1992-1995, 2008-2009 | 64 (0)            | 0    | 8      | 0      |
| René Couvreur      | Belgique          | ?                 | 22/03/1973        | 1993-1995            | 45 (0)            | 0    | 8      | 1      |
| Johan Creemers     | Belgique          | Gardien de but    | 13/08/1965        | 1997-1998            | 0 (0)             | 0    | 0      | 0      |
| Steffe Creyns      | Belgique          | ?                 | 25/06/1990        | 2009-2010            | 17 (0)            | 1    | 3      | 0      |
| Jean-Pierre Crijns | Belgique          | ?                 | ?                 | 1975-1976            | 0 (0)             | 0    | 0      | 0      |
| Stan Croonen       | Belgique          | ?                 | 2/04/1992         | 2011-2013            | 1 (0)             | 0    | 0      | 0      |
| Melvin Croux       | Belgique          | ?                 | 5/10/1995         | 2011-2012            | 0 (0)             | 0    | 0      | 0      |
| David Crv          | Belgique          | Milieu de terrain | 1/05/1977         | 2007-2011            | 55 (0)            | 1    | 6      | 2      |
| Jovan Curcic       | Belgique          | ?                 | 4/05/1941         | 1976-1977            | 0 (0)             | 0    | 0      | 0      |
| Frédéric Curreri   | Belgique          | ?                 | 26/06/1984        | 2009-2010            | 16 (0)            | 2    | 3      | 0      |
| Pascal Curvers     | Belgique          | ?                 | 6/04/1960         | 1982-1985            | 0 (0)             | 0    | 0      | 0      |
| Jacques Cuypers    | Belgique          | ?                 | 25/03/1939        | 1957-1975            | 28 (28)           | 0    | 0      | 0      |

## D
| Joueur                       | Nationalité | Position          | Date de naissance | Période(s)           | Matches (dont D1) | Buts | Jaunes | Rouges |
| ---------------------------- | ----------- | ----------------- | ----------------- | -------------------- | ----------------- | ---- | ------ | ------ |
| Dirk Daelmans                | Belgique    | ?                 | 6/10/1968         | 1986-1992            | 97 (0)            | 14   | 8      | 0      |
| Thierry Daene                | Belgique    | ?                 | 17/08/1966        | 1992-1993            | 29 (0)            | 7    | 0      | 0      |
| Bert Daenen                  | Belgique    | ?                 | 15/07/1979        | 2006-2007            | 3 (0)             | 0    | 0      | 0      |
| Rafaele Dalcero              | Belgique    | ?                 | 9/09/1971         | 1990-1991            | 3 (0)             | 0    | 0      | 0      |
| Luc Darcis                   | Belgique    | ?                 | 21/11/1957        | 1979-1983            | 0 (0)             | 0    | 0      | 0      |
| Tomas Daumantas              | Lituanie    | Milieu de terrain | 30/08/1975        | 2010-2012            | 55 (0)            | 3    | 4      | 0      |
| Jean-Paul De Bruyne          | Belgique    | ?                 | 4/10/1961         | 1988-1989            | 9 (0)             | 0    | 0      | 0      |
| Walter De Greef              | Belgique    | Milieu de terrain | 13/11/1957        | 1988-1989            | 1 (0)             | 0    | 0      | 0      |
| Johannes De Heus             | Belgique    | ?                 | 16/04/1954        | 1976-1977            | 0 (0)             | 0    | 0      | 0      |
| Giuseppe De Luca             | Belgique    | Attaquant         | 7/03/1991         | 2008-2010            | 29 (0)            | 2    | 1      | 0      |
| Jean-Luc De Luycker          | Belgique    | ?                 | 13/12/1961        | 1983-1984            | 0 (0)             | 0    | 0      | 0      |
| Kevin Debaty                 | Belgique    | Gardien de but    | 12/06/1989        | 2012-2013            | 0 (0)             | 0    | 0      | 0      |
| Lazlo Decsi                  | Belgique    | ?                 | ?                 | 1959-1961            | 7 (7)             | 0    | 0      | 0      |
| Patrick Decsi                | Belgique    | ?                 | 9/12/1967         | 1986-1987            | 0 (0)             | 0    | 0      | 0      |
| Fabrice Delvaux              | Belgique    | ?                 | 4/03/1973         | 1994-1995            | 12 (0)            | 0    | 2      | 0      |
| Richard Demandt              | Belgique    | ?                 | 5/04/1946         | 1967-1968            | 0 (0)             | 0    | 0      | 0      |
| Fatih Demiryurek             | Belgique    | ?                 | 24/10/1984        | 2010-2011            | 19 (0)            | 4    | 0      | 0      |
| Frans Derstvensek            | Belgique    | ?                 | 24/03/1956        | 1975-1977            | 0 (0)             | 0    | 0      | 0      |
| Albert Dewaay                | Belgique    | ?                 | 27/06/1954        | 1983-1984            | 29 (0)            | 12   | 6      | 0      |
| Tom Diamantini               | Belgique    | ?                 | 17/04/1987        | 2005-2007            | 24 (0)            | 0    | 2      | 0      |
| Ferhat Dogruel               | Belgique    | ?                 | 2/08/1980         | 1996-1997, 2005-2006 | 26 (0)            | 3    | 5      | 0      |
| Oliveira Edmilson Dos Santos | Belgique    | Attaquant         | 14/02/1979        | 1997-1998            | 20 (0)            | 6    | 1      | 0      |
| Gert Doumen                  | Belgique    | Gardien de but    | 24/06/1971        | 2006-2007            | 2 (0)             | 0    | 0      | 0      |
| Gilbert Doumen               | Belgique    | ?                 | 8/07/1959         | 1977-1978            | 0 (0)             | 0    | 0      | 0      |
| Kurt Dreesen                 | Belgique    | ?                 | 24/06/1973        | 1997-1998            | 33 (0)            | 4    | 5      | 0      |
| Benny Drutti                 | Belgique    | ?                 | 21/01/1978        | 1996-1998            | 48 (0)            | 1    | 10     | 2      |
| Maarten Duisters             | Belgique    | ?                 | 2/02/1984         | 2005-2006            | 13 (0)            | 0    | 3      | 0      |

## E
| Joueur                    | Nationalité | Position  | Date de naissance | Période(s) | Matches (dont D1) | Buts | Jaunes | Rouges |
| ------------------------- | ----------- | --------- | ----------------- | ---------- | ----------------- | ---- | ------ | ------ |
| Abdellah Echarki          | Belgique    | ?         | 15/07/1976        | 2007-2008  | 30 (0)            | 8    | 1      | 0      |
| Alajdi Jalal El Idrissi   | Belgique    | ?         | 24/02/1990        | 2009-2010  | 10 (0)            | 1    | 1      | 0      |
| Alajdi Mohamed El Idrissi | Belgique    | ?         | 3/10/1986         | 2005-2008  | 52 (0)            | 2    | 1      | 0      |
| Pierre Essers             | Belgique    | ?         | 20/02/1959        | 1979-1983  | 0 (0)             | 8    | 0      | 0      |
| Franck Etien Aka          | Belgique    | ?         | 12/11/1991        | 2011-2012  | 0 (0)             | 0    | 0      | 0      |
| Bernt Evens               | Belgique    | Défenseur | 9/11/1978         | 1998-2000  | 60 (0)            | 2    | 0      | 0      |
| Jelle Evens               | Belgique    | ?         | 25/03/1986        | 2006-2008  | 35 (0)            | 0    | 0      | 0      |

## F
| Joueur                 | Nationalité | Position | Date de naissance | Période(s) | Matches (dont D1) | Buts | Jaunes | Rouges |
| ---------------------- | ----------- | -------- | ----------------- | ---------- | ----------------- | ---- | ------ | ------ |
| Anderson Nosa Faluyi   | Belgique    | ?        | 20/04/1975        | 2006-2007  | 8 (0)             | 3    | 1      | 0      |
| Jesus Fernandez        | Belgique    | ?        | 22/02/1966        | 1985-1986  | 0 (0)             | 0    | 0      | 0      |
| Alan Ferreira Chagas   | Belgique    | ?        | 24/10/1971        | 1990-1992  | 16 (0)            | 0    | 2      | 0      |
| Kurt Fittelaer         | Belgique    | ?        | 9/09/1971         | 1993-1994  | 2 (0)             | 0    | 0      | 0      |
| Dries Florczak         | Belgique    | ?        | 2/02/1990         | 2007-2011  | 0 (0)             | 0    | 0      | 0      |
| Georges Fooy           | Belgique    | ?        | ?                 | 1967-1970  | 0 (0)             | 0    | 0      | 0      |
| Girolamo Frenda        | Belgique    | ?        | ?                 | 1975-1976  | 0 (0)             | 0    | 0      | 0      |
| Romain Frere           | Belgique    | ?        | 13/04/1992        | 2012-2013  | 0 (0)             | 0    | 0      | 0      |
| Andrea Furleo Semeraro | Belgique    | ?        | 7/04/1990         | 2007-2008  | 0 (0)             | 0    | 0      | 0      |

## G
| Joueur              | Nationalité | Position          | Date de naissance | Période(s) | Matches (dont D1) | Buts | Jaunes | Rouges |
| ------------------- | ----------- | ----------------- | ----------------- | ---------- | ----------------- | ---- | ------ | ------ |
| Christophe Geebelen | Belgique    | ?                 | 12/03/1978        | 1996-1998  | 31 (0)            | 9    | 2      | 0      |
| Wim Geraerts        | Belgique    | ?                 | 29/02/1980        | 2005-2006  | 6 (0)             | 1    | 0      | 1      |
| Jean-Pierre Gerets  | Belgique    | ?                 | 30/03/1960        | 1982-1990  | 135 (0)           | 0    | 7      | 0      |
| Johan Gerets        | Belgique    | ?                 | 15/08/1981        | 2011-2012  | 18 (0)            | 0    | 4      | 0      |
| Maxim Geurden       | Belgique    | Milieu de terrain | 2/11/1990         | 2012-2013  | 0 (0)             | 0    | 0      | 0      |
| Michael Geyselaers  | Belgique    | ?                 | 8/09/1973         | 1995-1996  | 7 (0)             | 0    | 0      | 0      |
| Stefano Ghiro       | Belgique    | ?                 | 2/09/1972         | 1995-1998  | 68 (0)            | 17   | 10     | 1      |
| Dries Gijbels       | Belgique    | ?                 | 14/04/1986        | 2008-2012  | 111 (0)           | 0    | 3      | 0      |
| Walter Godyn        | Belgique    | ?                 | ?                 | 1967-1968  | 0 (0)             | 0    | 0      | 0      |
| Stefan Goossens     | Belgique    | ?                 | 26/03/1976        | 1992-1997  | 26 (0)            | 4    | 0      | 0      |
| Joannes Gorissen    | Belgique    | ?                 | ?                 | 1966-1967  | 0 (0)             | 0    | 0      | 0      |
| Randy Grens         | Belgique    | ?                 | 4/07/1990         | 2011-2012  | 3 (0)             | 0    | 0      | 0      |
| Roger Greyn         | Belgique    | ?                 | 4/05/1956         | 1977-1993  | 225 (0)           | 9    | 25     | 0      |
| Tom Grootaers       | Belgique    | ?                 | 3/12/1986         | 2005-2006  | 23 (0)            | 0    | 1      | 0      |
| Yassin Gueroui      | Belgique    | ?                 | 20/11/1989        | 2012-2013  | 0 (0)             | 0    | 0      | 0      |
| Didier Gumienny     | Belgique    | ?                 | 16/04/1968        | 1986-1987  | 1 (0)             | 0    | 0      | 0      |

## H
| Joueur             | Nationalité | Position          | Date de naissance | Période(s) | Matches (dont D1) | Buts | Jaunes | Rouges |
| ------------------ | ----------- | ----------------- | ----------------- | ---------- | ----------------- | ---- | ------ | ------ |
| Thierry Habets     | Belgique    | ?                 | 30/07/1971        | 1996-1997  | 27 (0)            | 3    | 2      | 0      |
| Didier Haenen      | Belgique    | ?                 | 26/08/1991        | 2007-2010  | 37 (0)            | 0    | 5      | 0      |
| Jeroen Hamers      | Belgique    | ?                 | 24/10/1989        | 2007-2008  | 0 (0)             | 0    | 0      | 0      |
| Johny Hamers       | Belgique    | ?                 | 4/01/1957         | 1976-1980  | 0 (0)             | 0    | 0      | 0      |
| Raymond Hamers     | Belgique    | ?                 | 5/07/1962         | 1980-1987  | 58 (0)            | 2    | 6      | 1      |
| Ronald Hannouille  | Belgique    | ?                 | 3/08/1970         | 1989-1996  | 37 (0)            | 0    | 0      | 0      |
| Robert Hanoulle    | Belgique    | ?                 | 7/05/1963         | 1981-1984  | 0 (0)             | 0    | 0      | 0      |
| Muamer Hegic       | Belgique    | ?                 | 30/01/1992        | 2010-2013  | 10 (0)            | 2    | 3      | 0      |
| Davy Heilmann      | Belgique    | ?                 | 13/08/1980        | 2007-2009  | 30 (0)            | 0    | 0      | 1      |
| Geert Henderix     | Belgique    | ?                 | 2/03/1983         | 2011-2012  | 20 (0)            | 0    | 0      | 0      |
| Philippe Hendrickx | Belgique    | ?                 | 14/05/1961        | 1988-1989  | 1 (0)             | 0    | 0      | 0      |
| Davy Heymans       | Belgique    | ?                 | 7/08/1978         | 2008-2009  | 17 (0)            | 5    | 1      | 0      |
| Martijn Hofman     | Belgique    | ?                 | 30/09/1976        | 1997-1998  | 13 (0)            | 0    | 1      | 0      |
| Ronny Hoogwaerts   | Belgique    | ?                 | 11/01/1975        | 1992-1997  | 13 (0)            | 1    | 0      | 1      |
| Yvan Hoste         | Belgique    | Milieu de terrain | 8/12/1952         | 1985-1987  | 55 (0)            | 11   | 5      | 0      |
| Peter Houben       | Belgique    | ?                 | 20/03/1969        | 1984-1985  | 0 (0)             | 0    | 0      | 0      |
| Richard Houben     | Belgique    | ?                 | 4/12/1958         | 1979-1980  | 0 (0)             | 0    | 0      | 0      |
| Rochus Houben      | Belgique    | ?                 | 25/07/1962        | 1982-1984  | 0 (0)             | 0    | 0      | 0      |
| Koen Hustinx       | Belgique    | ?                 | 30/01/1990        | 2012-2013  | 0 (0)             | 0    | 0      | 0      |

## I
| Joueur              | Nationalité | Position | Date de naissance | Période(s) | Matches (dont D1) | Buts | Jaunes | Rouges |
| ------------------- | ----------- | -------- | ----------------- | ---------- | ----------------- | ---- | ------ | ------ |
| Giuseppe Imbornone  | Belgique    | ?        | 13/10/1955        | 1975-1978  | 0 (0)             | 0    | 0      | 0      |
| Pelegrino Imbornone | Belgique    | ?        | 27/07/1967        | 1984-1987  | 0 (0)             | 0    | 0      | 0      |

## J
| Joueur             | Nationalité | Position | Date de naissance | Période(s) | Matches (dont D1) | Buts | Jaunes | Rouges |
| ------------------ | ----------- | -------- | ----------------- | ---------- | ----------------- | ---- | ------ | ------ |
| Dave Jacobs        | Belgique    | ?        | 26/01/1975        | 1995-1996  | 2 (0)             | 0    | 0      | 0      |
| Vincent Jacobs     | Belgique    | ?        | 14/07/1985        | 2006-2007  | 11 (0)            | 0    | 1      | 0      |
| Mathias Jans       | Belgique    | ?        | 5/03/1990         | 2011-2012  | 1 (0)             | 0    | 0      | 0      |
| Tony Jansen        | Belgique    | ?        | 12/05/1964        | 1985-1986  | 2 (0)             | 0    | 0      | 0      |
| Bart Janssen       | Belgique    | ?        | 1/06/1981         | 2005-2006  | 17 (0)            | 1    | 1      | 1      |
| Kevin Janssen      | Belgique    | ?        | 21/07/1992        | 2012-2013  | 0 (0)             | 0    | 0      | 0      |
| Johnny Jeunen      | Belgique    | ?        | 11/09/1973        | 1992-1993  | 0 (0)             | 0    | 0      | 0      |
| Hubertus Jeurissen | Belgique    | ?        | ?                 | 1967-1970  | 0 (0)             | 0    | 0      | 0      |
| Pierre Jeurissen   | Belgique    | ?        | ?                 | 1977-1978  | 0 (0)             | 0    | 0      | 0      |
| Raymond Jeurissen  | Belgique    | ?        | 2/07/1961         | 1980-1981  | 0 (0)             | 0    | 0      | 0      |
| Walter Jeurissen   | Belgique    | ?        | 3/03/1964         | 1982-1985  | 4 (0)             | 0    | 0      | 0      |

## K
| Joueur               | Nationalité | Position          | Date de naissance | Période(s) | Matches (dont D1) | Buts | Jaunes | Rouges |
| -------------------- | ----------- | ----------------- | ----------------- | ---------- | ----------------- | ---- | ------ | ------ |
| Alfred Kaiser        | France      | Attaquant         | 6/06/1947         | 1969-1973  | 0 (0)             | 0    | 0      | 0      |
| Muslum Karabulut     | Belgique    | ?                 | 22/07/1981        | 2005-2006  | 26 (0)            | 23   | 3      | 0      |
| Emmanuel Karagiannis | Belgique    | Milieu de terrain | 22/11/1966        | 1983-1986  | 27 (0)            | 4    | 6      | 1      |
| Mustafa Karasahin    | Belgique    | ?                 | 16/12/1977        | 1996-1998  | 3 (0)             | 0    | 0      | 0      |
| Peter Keutgen        | Belgique    | ?                 | ?                 | 1982-1983  | 0 (0)             | 0    | 0      | 0      |
| André Keymis         | Belgique    | ?                 | 19/03/1950        | 1969-1978  | 0 (0)             | 0    | 0      | 0      |
| Damien Knabben       | Belgique    | ?                 | ?                 | 1964-1968  | 0 (0)             | 0    | 0      | 0      |
| Benny Knevels        | Belgique    | ?                 | 28/12/1987        | 2005-2009  | 78 (0)            | 10   | 3      | 0      |
| Vitezslav Korner     | Belgique    | ?                 | 18/08/1993        | 2011-2012  | 1 (0)             | 0    | 0      | 0      |
| Janusz Kowalik       | Belgique    | ?                 | 26/03/1944        | 1979-1980  | 0 (0)             | 0    | 0      | 0      |
| Ismail Kpegouni      | Belgique    | ?                 | 25/05/1988        | 2009-2010  | 9 (0)             | 0    | 2      | 0      |
| Ronny Kreemers       | Belgique    | ?                 | 6/03/1967         | 1986-1987  | 0 (0)             | 0    | 0      | 0      |
| Guillaume Kuypers    | Belgique    | ?                 | ?                 | 1969-1976  | 0 (0)             | 0    | 0      | 0      |
| Yves Kuypers         | Belgique    | ?                 | 21/05/1992        | 2011-2012  | 0 (0)             | 0    | 0      | 0      |

## L
| Joueur            | Nationalité | Position       | Date de naissance | Période(s) | Matches (dont D1) | Buts | Jaunes | Rouges |
| ----------------- | ----------- | -------------- | ----------------- | ---------- | ----------------- | ---- | ------ | ------ |
| Harry La Vallette | Belgique    | ?              | 15/01/1955        | 1984-1986  | 22 (0)            | 15   | 0      | 0      |
| Emmanuel Lai      | Belgique    | ?              | 21/09/1958        | 1977-1978  | 0 (0)             | 0    | 0      | 0      |
| Henri Lalieux     | Belgique    | ?              | ?                 | 1975-1976  | 0 (0)             | 0    | 0      | 0      |
| Paul Lambrichts   | Belgique    | Défenseur      | 16/10/1954        | 1975-1978  | 0 (0)             | 0    | 0      | 0      |
| Marco Lambrigts   | Belgique    | ?              | 15/01/1974        | 1993-1997  | 74 (0)            | 3    | 7      | 0      |
| Rachid Lamouadane | Belgique    | ?              | 26/03/1985        | 2006-2007  | 5 (0)             | 2    | 1      | 0      |
| Antoine Leenders  | Belgique    | ?              | ?                 | 1968-1969  | 0 (0)             | 0    | 0      | 0      |
| Paul Lieben       | Belgique    | ?              | 18/01/1955        | 1979-1984  | 0 (0)             | 0    | 0      | 0      |
| Willy Linden      | Belgique    | ?              | ?                 | 1969-1970  | 0 (0)             | 0    | 0      | 0      |
| Alain Lion        | Belgique    | ?              | 24/06/1966        | 1985-1987  | 1 (0)             | 0    | 0      | 0      |
| Wenzel Liwerski   | Belgique    | Gardien de but | 12/07/1952        | 1968-1970  | 0 (0)             | 0    | 0      | 0      |
| Jonathan Lodders  | Belgique    | ?              | 2/11/1988         | 2006-2007  | 2 (0)             | 0    | 0      | 0      |

## M
| Joueur              | Nationalité | Position          | Date de naissance | Période(s) | Matches (dont D1) | Buts | Jaunes | Rouges |
| ------------------- | ----------- | ----------------- | ----------------- | ---------- | ----------------- | ---- | ------ | ------ |
| Paul Maas           | Belgique    | ?                 | 30/09/1966        | 1987-1990  | 58 (0)            | 1    | 4      | 0      |
| Guillaume Maes      | Belgique    | ?                 | ?                 | 1967-1968  | 0 (0)             | 0    | 0      | 0      |
| Jean Maggen         | Belgique    | ?                 | 24/03/1949        | 1968-1969  | 0 (0)             | 0    | 0      | 0      |
| Edmond Makowski     | Belgique    | ?                 | ?                 | 1955-1970  | 28 (28)           | 0    | 0      | 0      |
| Lino Marana         | Belgique    | ?                 | ?                 | 1957-1961  | 12 (12)           | 0    | 0      | 0      |
| Boris Marolt        | Belgique    | Défenseur         | 19/05/1982        | 2006-2013  | 130 (0)           | 8    | 34     | 7      |
| Jozef Maussen       | Belgique    | ?                 | 4/03/1949         | 1965-1977  | 0 (0)             | 0    | 0      | 0      |
| Alessio Meccio      | Belgique    | ?                 | 1/12/1990         | 2009-2010  | 1 (0)             | 0    | 0      | 0      |
| Joannes Meeus       | Belgique    | Milieu de terrain | 8/01/1957         | 1977-1978  | 0 (0)             | 0    | 0      | 0      |
| Mathieu Mertens     | Belgique    | Gardien de but    | 26/06/1965        | 1989-1997  | 209 (0)           | 0    | 3      | 3      |
| Guy Mesotten        | Belgique    | ?                 | 10/08/1961        | 1984-1993  | 197 (0)           | 69   | 21     | 1      |
| Victor Meuser       | Belgique    | ?                 | 6/08/1952         | 1976-1977  | 0 (0)             | 0    | 0      | 0      |
| Éric Mocsnik        | Belgique    | ?                 | 5/12/1957         | 1975-1980  | 0 (0)             | 12   | 0      | 0      |
| Kenneth Mocsnik     | Belgique    | ?                 | 7/12/1988         | 2006-2008  | 8 (0)             | 0    | 0      | 0      |
| Patrick Monziba     | Belgique    | ?                 | 2/07/1980         | 2007-2009  | 30 (0)            | 6    | 4      | 0      |
| Arnold Moors        | Belgique    | ?                 | ?                 | 1966-1968  | 0 (0)             | 0    | 0      | 0      |
| Vital Morelli       | Belgique    | ?                 | 9/10/1971         | 1990-1993  | 1 (0)             | 0    | 0      | 0      |
| Roberto Morganti    | Belgique    | ?                 | ?                 | 1975-1976  | 0 (0)             | 0    | 0      | 0      |
| Philippe Morren     | Belgique    | ?                 | 25/02/1983        | 2009-2011  | 14 (0)            | 3    | 0      | 0      |
| Johan Mulkens       | Belgique    | ?                 | 8/09/1956         | 1980-1981  | 0 (0)             | 0    | 0      | 0      |
| Kenny Mullenmeister | Belgique    | ?                 | 19/10/1990        | 2007-2011  | 22 (0)            | 0    | 4      | 1      |
| Omar Mussa          | Burundi     | Attaquant         | 18/11/1980        | 2005-2006  | 1 (0)             | 0    | 0      | 0      |

## N
| Joueur       | Nationalité | Position  | Date de naissance | Période(s) | Matches (dont D1) | Buts | Jaunes | Rouges |
| ------------ | ----------- | --------- | ----------------- | ---------- | ----------------- | ---- | ------ | ------ |
| Marc Niesten | Belgique    | ?         | 31/08/1973        | 1996-1998  | 38 (0)            | 0    | 1      | 0      |
| Roger Nilis  | Belgique    | ?         | 16/11/1938        | 1960-1961  | 0 (0)             | 0    | 0      | 0      |
| Michel Noben | Belgique    | Défenseur | 4/05/1970         | 1993-1996  | 78 (0)            | 8    | 12     | 1      |

## O
| Joueur            | Nationalité | Position  | Date de naissance | Période(s) | Matches (dont D1) | Buts | Jaunes | Rouges |
| ----------------- | ----------- | --------- | ----------------- | ---------- | ----------------- | ---- | ------ | ------ |
| Abdulkerim Ocal   | Belgique    | ?         | 24/08/1987        | 2005-2006  | 5 (0)             | 0    | 2      | 0      |
| Ahmet Alper Ocal  | Belgique    | ?         | 17/12/1979        | 2009-2010  | 15 (0)            | 0    | 3      | 0      |
| Richard Offiong   | Angleterre  | Attauqant | 17/12/1983        | 2005       | 15 (0)            | 5    | 0      | 0      |
| Georges Ogboghodo | Belgique    | ?         | 22/12/1970        | 1990-1993  | 28 (0)            | 0    | 4      | 1      |
| Philippe Olaerts  | Belgique    | ?         | 7/02/1959         | 1975-1986  | 32 (0)            | 16   | 3      | 0      |
| Ahmet Olgun       | Belgique    | ?         | 30/04/1986        | 2007-2008  | 10 (0)            | 4    | 0      | 0      |
| Ekrem Ozdemir     | Belgique    | ?         | 5/08/1987         | 2005-2008  | 15 (0)            | 0    | 2      | 0      |
| Feyyaz Ozen       | Belgique    | ?         | 20/01/1991        | 2009-2011  | 8 (0)             | 0    | 0      | 0      |
| Omer Ozpoyraz     | Belgique    | ?         | 9/05/1988         | 2011-2012  | 6 (0)             | 0    | 0      | 0      |

## P
| Joueur              | Nationalité        | Position  | Date de naissance | Période(s) | Matches (dont D1) | Buts | Jaunes | Rouges |
| ------------------- | ------------------ | --------- | ----------------- | ---------- | ----------------- | ---- | ------ | ------ |
| Jozef Pass          | Belgique           | ?         | ?                 | 1957-1967  | 0 (0)             | 0    | 0      | 0      |
| René Pastorek       | République tchèque | ?         | 1/01/1963         | 1993-1996  | 78 (0)            | 57   | 5      | 1      |
| Jacky Peeters       | Belgique           | Défenseur | 13/12/1969        | 2005-2008  | 55 (0)            | 3    | 7      | 0      |
| René Pelgrims       | Belgique           | ?         | 13/10/1955        | 1974-1976  | 0 (0)             | 0    | 0      | 0      |
| Vedran Pelic        | Bosnie-Herzégovine | Attaquant | 1/10/1975         | 2004-2005  | 33 (0)            | 13   | 0      |        |
| Marc Penders        | Belgique           | ?         | 16/08/1966        | 1985-1986  | 0 (0)             | 0    | 0      | 0      |
| Théo Penders        | Belgique           | ?         | ?                 | 1967-1968  | 0 (0)             | 0    | 0      | 0      |
| Sergio Petosa       | Belgique           | Défenseur | 31/12/1974        | 1996-1998  | 42 (0)            | 1    | 4      | 0      |
| Huub Pfennings      | Belgique           | ?         | 28/05/1953        | 1983-1985  | 20 (0)            | 0    | 5      | 0      |
| Niels Pirotte       | Belgique           | ?         | 22/02/1993        | 2011-2013  | 1 (0)             | 0    | 0      | 0      |
| Martijn Plessers    | Belgique           | ?         | 10/03/1987        | 2005-2006  | 11 (0)            | 2    | 0      | 0      |
| Raf Plessers        | Belgique           | ?         | 20/09/1981        | 2005-2008  | 67 (0)            | 2    | 13     | 1      |
| Thomas Pouliopoulos | Belgique           | ?         | 1/08/1980         | 2005-2006  | 6 (0)             | 0    | 1      | 0      |
| Rene Przenickza     | Belgique           | ?         | 7/04/1954         | 1974-1976  | 0 (0)             | 0    | 0      | 0      |
| Michel Punga        | Belgique           | ?         | 16/08/1943        | 1967-1970  | 0 (0)             | 0    | 0      | 0      |
| Eduard Put          | Belgique           | ?         | 28/02/1949        | 1976-1978  | 0 (0)             | 0    | 0      | 0      |

## Q
| Joueur          | Nationalité | Position | Date de naissance | Période(s) | Matches (dont D1) | Buts | Jaunes | Rouges |
| --------------- | ----------- | -------- | ----------------- | ---------- | ----------------- | ---- | ------ | ------ |
| Marcus Quaden   | Belgique    | ?        | 1/12/1970         | 1992-1995  | 88 (0)            | 20   | 16     | 1      |
| Mario Quagliara | Belgique    | ?        | 28/08/1970        | 1988-1992  | 25 (0)            | 4    | 2      | 0      |

## R
| Joueur              | Nationalité | Position | Date de naissance | Période(s)           | Matches (dont D1) | Buts | Jaunes | Rouges |
| ------------------- | ----------- | -------- | ----------------- | -------------------- | ----------------- | ---- | ------ | ------ |
| Alexander Ramaekers | Belgique    | ?        | ?                 | 1968-1972            | 0 (0)             | 0    | 0      | 0      |
| Erik Ramaekers      | Belgique    | ?        | 16/08/1949        | 1975-1978            | 0 (0)             | 0    | 0      | 0      |
| Erik Ramaekers      | Belgique    | ?        | 22/09/1958        | 1979-1980, 1982-1984 | 2 (0)             | 0    | 0      | 0      |
| Theodorus Ramaekers | Belgique    | ?        | ?                 | 1967-1968            | 0 (0)             | 0    | 0      | 0      |
| Eriz Redji          | Belgique    | ?        | 13/10/1968        | 1992-1993            | 0 (0)             | 0    | 0      | 0      |
| Aziz Rejdi          | Belgique    | ?        | 30/10/1968        | 1988-1991            | 4 (0)             | 0    | 0      | 0      |
| Romero Regales      | Belgique    | ?        | 7/11/1986         | 2012-2013            | 0 (0)             | 0    | 0      | 0      |
| Jordy Reneerkens    | Belgique    | ?        | 7/10/1983         | 2005-2006            | 6 (0)             | 0    | 0      | 0      |
| Frank Reumers       | Belgique    | ?        | 22/09/1973        | 1997-1998            | 31 (0)            | 5    | 8      | 0      |
| Michel Ribeiro      | Belgique    | ?        | 29/11/1975        | 1997-1998            | 10 (0)            | 0    | 1      | 0      |
| El Houssine Rigui   | Belgique    | ?        | ?                 | 1966-1967            | 0 (0)             | 0    | 0      | 0      |
| Mohamed Riyani      | Belgique    | ?        | 14/10/1991        | 2012-2013            | 0 (0)             | 0    | 0      | 0      |
| Marc Roex           | Belgique    | ?        | 4/12/1962         | 1983-1985            | 23 (0)            | 2    | 0      | 0      |
| Mathias Rombouts    | Belgique    | ?        | 14/01/1990        | 2010-2011            | 4 (0)             | 0    | 0      | 1      |
| Gregory Rondeux     | Belgique    | ?        | 8/05/1985         | 2006-2009            | 73 (0)            | 11   | 9      | 2      |
| Joseph Rutten       | Belgique    | ?        | 19/03/1935        | 1952-1964            | 0 (0)             | 0    | 0      | 0      |
| Marco Ruzzi         | Belgique    | ?        | 20/03/1981        | 2006-2007            | 4 (0)             | 0    | 0      | 0      |

## S
| Joueur                | Nationalité | Position  | Date de naissance | Période(s) | Matches (dont D1) | Buts | Jaunes | Rouges |
| --------------------- | ----------- | --------- | ----------------- | ---------- | ----------------- | ---- | ------ | ------ |
| Stefan Saelmans       | Belgique    | ?         | 1/08/1966         | 1995-1998  | 99 (0)            | 4    | 7      | 0      |
| François Salden       | Belgique    | ?         | 16/01/1952        | 1974-1975  | 0 (0)             | 0    | 0      | 0      |
| Abderrazak Salmy      | Belgique    | ?         | 4/11/1972         | 1990-1997  | 115 (0)           | 7    | 12     | 2      |
| Mutlu Sariaydin       | Belgique    | ?         | 10/12/1991        | 2009-2010  | 3 (0)             | 0    | 0      | 0      |
| Fabio Sarli           | Belgique    | ?         | 26/07/1988        | 2005-2008  | 21 (0)            | 2    | 4      | 0      |
| Luc Savelkoul         | Belgique    | ?         | 28/07/1964        | 1983-1984  | 5 (0)             | 0    | 1      | 0      |
| Pierre Savelkoul      | Belgique    | ?         | ?                 | 1966-1971  | 0 (0)             | 0    | 0      | 0      |
| Daniel Scavone        | Belgique    | Défenseur | 3/09/1972         | 2005-2009  | 75 (0)            | 2    | 15     | 1      |
| Horst Schlierer       | Belgique    | ?         | 29/06/1960        | 1989-1990  | 27 (0)            | 0    | 0      | 0      |
| Johan Schoofs         | Belgique    | ?         | 14/02/1964        | 1996-1998  | 67 (0)            | 0    | 2      | 0      |
| Fritz Schottmann      | Belgique    | ?         | ?                 | 1969-1970  | 0 (0)             | 0    | 0      | 0      |
| Paul Schreurs         | Belgique    | ?         | 27/12/1937        | 1955-1970  | 0 (0)             | 0    | 0      | 0      |
| Hendrik Schrijvers    | Belgique    | ?         | 1/04/1956         | 1977-1988  | 90 (0)            | 1    | 6      | 0      |
| Jean-Pierre Schrooten | Belgique    | ?         | 27/12/1958        | 1986-1989  | 83 (0)            | 29   | 4      | 0      |
| Patrick Schuermans    | Belgique    | ?         | 1/02/1971         | 1993-1994  | 0 (0)             | 0    | 0      | 0      |
| Ugo Segat             | Belgique    | ?         | 30/03/1932        | 1955-1963  | 29 (29)           | 1    | 0      | 0      |
| Herbert Seifert       | Belgique    | ?         | 24/01/1949        | 1969-1972  | 0 (0)             | 0    | 0      | 0      |
| Driton Sejdaj         | Belgique    | ?         | 2/09/1992         | 2011-2012  | 7 (0)             | 0    | 2      | 0      |
| Senol Senguler        | Belgique    | ?         | 4/10/1969         | 1990-1991  | 26 (0)            | 3    | 1      | 0      |
| Ramazan Sevil         | Belgique    | ?         | 15/05/1986        | 2009-2010  | 17 (0)            | 1    | 3      | 1      |
| Vito Simone           | Belgique    | ?         | 24/11/1970        | 1994-1998  | 80 (0)            | 4    | 13     | 0      |
| Steven Slegers        | Belgique    | ?         | 13/12/1971        | 1995-1998  | 90 (0)            | 7    | 2      | 0      |
| Andy Smeets           | Belgique    | ?         | 18/01/1984        | 2005-2006  | 8 (0)             | 0    | 1      | 0      |
| Ivo Smeets            | Belgique    | ?         | 31/08/1963        | 1983-1986  | 21 (0)            | 0    | 3      | 0      |
| Pierre Smeets         | Belgique    | ?         | 26/04/1966        | 1985-1987  | 17 (0)            | 0    | 1      | 0      |
| Roger Smeets          | Belgique    | ?         | 7/08/1960         | 1979-1994  | 228 (0)           | 4    | 24     | 2      |
| Theo Smeets           | Belgique    | ?         | ?                 | 1959-1968  | 0 (0)             | 0    | 0      | 0      |
| Ruud Solberg          | Belgique    | ?         | 13/01/1964        | 1987-1988  | 5 (0)             | 0    | 0      | 0      |
| Andy Sowinsky         | Belgique    | ?         | 10/06/1987        | 2005-2006  | 2 (0)             | 0    | 0      | 0      |
| Davy Sroka            | Belgique    | ?         | 17/08/1984        | 2010-2013  | 60 (0)            | 15   | 1      | 1      |
| Dirk Stassen          | Belgique    | ?         | 8/05/1986         | 2005-2008  | 8 (0)             | 0    | 0      | 0      |
| Martijn Stefani       | Belgique    | ?         | 3/09/1991         | 2012-2013  | 0 (0)             | 0    | 0      | 0      |
| Carl Stevens          | Belgique    | ?         | 25/06/1972        | 1993-1995  | 16 (0)            | 1    | 1      | 0      |
| Koen Stieners         | Belgique    | ?         | 6/08/1982         | 2006-2007  | 28 (0)            | 7    | 0      | 0      |
| Nicky Stoffels        | Belgique    | ?         | 23/10/1981        | 2011-2012  | 17 (0)            | 2    | 4      | 1      |
| Fernando Sultano      | Belgique    | ?         | 31/03/1978        | 1996-1997  | 0 (0)             | 0    | 0      | 0      |
| Santo Sultano         | Belgique    | ?         | 6/08/1958         | 1984-1985  | 0 (0)             | 0    | 0      | 0      |
| Daniel Szostek        | Belgique    | ?         | 12/11/1969        | 1988-1989  | 1 (0)             | 0    | 0      | 0      |
| Rene Szostek          | Belgique    | ?         | ?                 | 1955-1961  | 0 (0)             | 0    | 0      | 0      |

## T
| Joueur            | Nationalité | Position          | Date de naissance | Période(s) | Matches (dont D1) | Buts | Jaunes | Rouges |
| ----------------- | ----------- | ----------------- | ----------------- | ---------- | ----------------- | ---- | ------ | ------ |
| Taner Taktak      | Belgique    | ?                 | 26/01/1990        | 2011-2012  | 13 (0)            | 1    | 2      | 0      |
| Mauritzio Teodori | Belgique    | ?                 | 16/05/1984        | 2006-2007  | 0 (0)             | 0    | 0      | 0      |
| Hubert Terwingen  | Belgique    | ?                 | ?                 | 1966-1968  | 0 (0)             | 0    | 0      | 0      |
| Richard Tetela    | Belgique    | ?                 | ?                 | 1958-1964  | 0 (0)             | 0    | 0      | 0      |
| Josly Thevissen   | Belgique    | ?                 | ?                 | 1969-1970  | 0 (0)             | 0    | 0      | 0      |
| Stijn Thijs       | Belgique    | ?                 | 20/04/1974        | 2010-2011  | 2 (0)             | 0    | 0      | 0      |
| Mario Thoelen     | Belgique    | ?                 | 28/11/1973        | 1992-1994  | 0 (0)             | 0    | 0      | 0      |
| Ronny Thoelen     | Belgique    | ?                 | 30/03/1970        | 1993-1995  | 38 (0)            | 2    | 7      | 0      |
| Jean Thomassen    | Belgique    | ?                 | ?                 | 1956-1961  | 0 (0)             | 0    | 0      | 0      |
| Erik Thorez       | Belgique    | ?                 | 15/11/1970        | 1989-1993  | 61 (0)            | 1    | 7      | 0      |
| Guy Thorez        | Belgique    | ?                 | 18/12/1943        | 1966-1972  | 0 (0)             | 0    | 0      | 0      |
| Rachid Tibari     | Belgique    | Milieu de terrain | 29/06/1980        | 2008-2012  | 118 (0)           | 29   | 13     | 2      |
| Jean Tiesters     | Belgique    | ?                 | ?                 | 1956-1961  | 0 (0)             | 0    | 0      | 0      |
| Koen Tulleneers   | Belgique    | ?                 | 12/08/1968        | 1986-1998  | 267 (0)           | 17   | 36     | 1      |

## U
| Joueur          | Nationalité | Position  | Date de naissance | Période(s) | Matches (dont D1) | Buts | Jaunes | Rouges |
| --------------- | ----------- | --------- | ----------------- | ---------- | ----------------- | ---- | ------ | ------ |
| Thorsten Ubachs | Belgique    | ?         | 9/08/1988         | 2012-2013  | 0 (0)             | 0    | 0      | 0      |
| Hamza Ustboga   | Belgique    | ?         | 7/06/1991         | 2010-2011  | 0 (0)             | 0    | 0      | 0      |
| Peter Utaka     | Nigeria     | Attaquant | 12/02/1984        | 2003-2004  | 35 (0)            | 17   | 0      | 0      |

## V
| Joueur                 | Nationalité | Position          | Date de naissance | Période(s) | Matches (dont D1) | Buts | Jaunes | Rouges |
| ---------------------- | ----------- | ----------------- | ----------------- | ---------- | ----------------- | ---- | ------ | ------ |
| Richard Van Den Heuvel | Belgique    | ?                 | 22/04/1969        | 1992-1993  | 0 (0)             | 0    | 0      | 0      |
| Jean Van Der Borght    | Belgique    | ?                 | 27/01/1958        | 1980-1981  | 0 (0)             | 0    | 0      | 0      |
| Romanus Van Der Borght | Belgique    | Défenseur         | 4/12/1947         | 1967-1972  | 0 (0)             | 0    | 0      | 0      |
| Leon Van Gompel        | Belgique    | ?                 | ?                 | 1967-1972  | 0 (0)             | 0    | 0      | 0      |
| Koen Van Helden        | Belgique    | ?                 | 25/10/1968        | 1991-1998  | 196 (0)           | 3    | 36     | 5      |
| Kenny Van Hoevelen     | Belgique    | Défenseur         | 24/06/1983        | 2003-2005  | 62 (0)            | 9    | 0      | 0      |
| Nico Van Luyd          | Belgique    | ?                 | 1/05/1969         | 1992-1997  | 135 (0)           | 23   | 11     | 1      |
| Domien Van Reempst     | Belgique    | ?                 | 8/07/1965         | 1985-1998  | 314 (0)           | 13   | 36     | 0      |
| Ronald Van Reempst     | Belgique    | ?                 | 26/02/1968        | 2005-2006  | 6 (0)             | 0    | 0      | 0      |
| Jeroen Van Staveren    | Belgique    | ?                 | 16/02/1981        | 2008-2009  | 12 (0)            | 2    | 0      | 0      |
| Steven Van Tilburg     | Belgique    | ?                 | 27/05/1982        | 2010-2011  | 27 (0)            | 1    | 5      | 1      |
| Kevin Vanbeuren        | Belgique    | Défenseur         | 31/01/1981        | 2009-2010  | 25 (0)            | 0    | 3      | 1      |
| Maarten Vandael        | Belgique    | ?                 | 17/08/1989        | 2008-2011  | 21 (0)            | 0    | 1      | 0      |
| Eric Vandebon          | Belgique    | Défenseur         | 26/05/1982        | 2010-2012  | 44 (0)            | 8    | 5      | 0      |
| Johan Vandecaetsbeek   | Belgique    | ?                 | 24/03/1960        | 1990-1992  | 57 (0)            | 10   | 10     | 0      |
| Andreas Vanderlinden   | Belgique    | ?                 | ?                 | 1960-1961  | 0 (0)             | 0    | 0      | 0      |
| Jurgen Vandeurzen      | Belgique    | Milieu de terrain | 26/01/1974        | 2005-2008  | 67 (0)            | 9    | 4      | 0      |
| Marcel Vandeweerd      | Belgique    | ?                 | 21/01/1958        | 1985-1987  | 31 (0)            | 0    | 1      | 0      |
| Steven Vanesser        | Belgique    | ?                 | 19/10/1989        | 2006-2009  | 15 (0)            | 0    | 1      | 0      |
| Bart Vanhees           | Belgique    | ?                 | 18/01/1981        | 1997-1998  | 2 (0)             | 0    | 0      | 0      |
| Patrick Vanlessen      | Belgique    | ?                 | 1/08/1970         | 1986-1987  | 0 (0)             | 0    | 0      | 0      |
| Joeri Vastmans         | Belgique    | ?                 | 5/12/1983         | 2011-2013  | 11 (0)            | 0    | 1      | 0      |
| Koen Vastmans          | Belgique    | ?                 | 16/04/1970        | 1989-1990  | 6 (0)             | 0    | 0      | 0      |
| Marcel Verachtert      | Belgique    | ?                 | ?                 | 1955-1961  | 0 (0)             | 0    | 0      | 0      |
| Dries Verbeemen        | Belgique    | ?                 | 4/03/1981         | 2008-2010  | 25 (0)            | 3    | 6      | 0      |
| Mike Verheyen          | Belgique    | ?                 | 7/01/1988         | 2005-2006  | 1 (0)             | 0    | 0      | 0      |
| Noël Verheyen          | Belgique    | ?                 | 17/08/1972        | 1992-1994  | 0 (0)             | 0    | 0      | 0      |
| René Verheyen          | Belgique    | ?                 | 8/07/1955         | 1975-1985  | 29 (0)            | 0    | 4      | 0      |
| Yves Verjans           | Belgique    | ?                 | 5/07/1975         | 1995-1996  | 21 (0)            | 0    | 1      | 0      |
| Pierre Verschuren      | Belgique    | ?                 | ?                 | 1959-1961  | 0 (0)             | 0    | 0      | 0      |
| Kris Vincken           | Belgique    | Défenseur         | 4/11/1977         | 1994-1997  | 13 (0)            | 0    | 1      | 0      |
| Eddy Volders           | Belgique    | ?                 | 1/08/1970         | 1989-1994  | 31 (0)            | 0    | 2      | 2      |
| Léon Vos               | Belgique    | ?                 | ?                 | 1967-1968  | 0 (0)             | 0    | 0      | 0      |
| Arno Vranken           | Belgique    | ?                 | 13/05/1993        | 2012-2013  | 0 (0)             | 0    | 0      | 0      |
| Frans Vranken          | Belgique    | ?                 | ?                 | 1969-1970  | 0 (0)             | 0    | 0      | 0      |
| Ivo Vranken            | Belgique    | ?                 | 7/07/1963         | 1985-1986  | 0 (0)             | 0    | 0      | 0      |
| Joeri Vranken          | Belgique    | ?                 | 18/03/1971        | 1985-1992  | 65 (0)            | 0    | 5      | 3      |
| Paul Vranken           | Belgique    | ?                 | 12/04/1959        | 1977-1979  | 0 (0)             | 0    | 0      | 0      |
| Jean-Marie Vromen      | Belgique    | ?                 | 8/08/1957         | 1976-1978  | 0 (0)             | 0    | 0      | 0      |
| Fatih Vuran            | Belgique    | ?                 | 26/04/1985        | 2009-2010  | 0 (0)             | 0    | 0      | 0      |

## W
| Joueur            | Nationalité | Position          | Date de naissance | Période(s) | Matches (dont D1) | Buts | Jaunes | Rouges |
| ----------------- | ----------- | ----------------- | ----------------- | ---------- | ----------------- | ---- | ------ | ------ |
| Marc Wagemakers   | Belgique    | Milieu de terrain | 7/06/1978         | 1996-1998  | 17 (0)            | 1    | 1      | 0      |
| Mathieu Wagner    | Belgique    | ?                 | 1/08/1957         | 1974-1978  | 0 (0)             | 0    | 0      | 0      |
| Simon Wagner      | Belgique    | ?                 | 5/07/1991         | 2011-2012  | 0 (0)             | 0    | 0      | 0      |
| John Walstock     | Belgique    | ?                 | 30/05/1946        | 1978-1979  | 0 (0)             | 0    | 0      | 0      |
| Geert Weckx       | Belgique    | ?                 | 1/10/1969         | 1996-1997  | 13 (0)            | 0    | 1      | 0      |
| Egidius Weyen     | Belgique    | ?                 | 15/03/1969        | 1993-1994  | 0 (0)             | 0    | 0      | 0      |
| Christof Weytjens | Belgique    | ?                 | 17/02/1987        | 2007-2009  | 27 (0)            | 0    | 6      | 0      |
| Albert Willems    | Belgique    | ?                 | ?                 | 1968-1969  | 0 (0)             | 10   | 0      | 0      |
| Guy Winkels       | Belgique    | ?                 | 1/02/1964         | 1983-1989  | 141 (0)           | 17   | 6      | 1      |
| Benny Winters     | Belgique    | ?                 | 11/12/1970        | 1986-1987  | 0 (0)             | 0    | 0      | 0      |
| Henk Witjens      | Belgique    | ?                 | 4/01/1956         | 1975-1976  | 0 (0)             | 0    | 0      | 0      |
| Stan Wouters      | Belgique    | ?                 | 25/06/1965        | 1989-1990  | 2 (0)             | 0    | 0      | 0      |

## Y
| Joueur       | Nationalité | Position | Date de naissance | Période(s) | Matches (dont D1) | Buts | Jaunes | Rouges |
| ------------ | ----------- | -------- | ----------------- | ---------- | ----------------- | ---- | ------ | ------ |
| Sam Ysebaert | Belgique    | ?        | 25/03/1981        | 2008-2010  | 32 (0)            | 13   | 2      | 2      |

## Z
| Joueur         | Nationalité | Position | Date de naissance | Période(s) | Matches (dont D1) | Buts | Jaunes | Rouges |
| -------------- | ----------- | -------- | ----------------- | ---------- | ----------------- | ---- | ------ | ------ |
| Jan Ziolkowski | Belgique    | ?        | ?                 | 1959-1968  | 0 (0)             | 0    | 0      | 0      |
| Paul Zvar      | Belgique    | ?        | ?                 | 1958-1966  | 0 (0)             | 0    | 0      | 0      |